# Pseudoceros lindae
Ver plat de Linda
Espèce
Pseudoceros lindae (en français, le Ver plat de Linda) est une espèce de Plathelminthes polyclades marins du genre Pseudoceros et de la famille des Pseudocerotidae.

## Description
Cette espèce mesure jusqu'à 8 cm. Le corps est ovale, allongé, épais et charnu. Les pseudo-tentacules sont bien déterminés sur la partie antérieure, formés chacun par un large pli du bord externe du corps. Le pharynx est formé de plis complexes.
L'espèce présente un unique organe reproducteur mâle.
La livrée peut varier d'un individu à l'autre notamment au niveau de la densité des points mais globalement elle se caractérise par une teinte de fond bordeaux, avec un nombre variable de points jaune doré aux contours relativement informes dans la partie centrale du corps. La teinte dominante bordeaux se dégrade en un bleu foncé en bordure périphérique du corps se mêlant avec des taches ovoïdes blanches pour former un liseré irrégulier. La face ventrale du corps est mauve à violette.

## Écologie et comportement

### Éthologie
Ce ver plat est benthique et diurne. Il se déplace à vue sans crainte d'être pris pour une proie.

### Alimentation
Pseudoceros lindae se nourrit exclusivement d'ascidies coloniales.

## Habitat et répartition

### Répartition
Cette espèce se rencontre dans la zone tropicale indo-pacifique, des côtes orientales de l'Afrique à l'Australie.

### Habitat
Son habitat est la zone récifale externe sur les sommets ou sur les pentes.

## Systématique
Le nom valide complet (avec auteur) de ce taxon est Pseudoceros lindae Newman & Cannon, 1994.
En français, l'espèce est appelée Ver plat de Linda.

### Étymologie
Cette espèce a été nommée en l'honneur de Linda Newman.

### Publication originale
1. 1 2 3  
(en) Leslie Newman et Lester Cannon, « Pseudoceros and Pseudobiceros (Platyhelminthes, Polycladida, Pseudocerotidae) from eastern Australia and Papua New Guinea », Memoirs of the Queensland Museum, vol. 37, no 1,‎ 1994, p. 205-266 (lire en ligne)